# 虚構推理
『虚構推理』（きょこうすいり）は、城平京による日本の小説。2011年より講談社から刊行されている。第12回本格ミステリ大賞で小説部門を受賞。2012年版本格ミステリ・ベスト10で4位に選出された。2023年5月時点で累計部数は500万部を突破している。
怪異たちの知恵を司る神となった少女と不死身の男性の2人を中心に繰り広げられるミステリである。
2015年以降、講談社の漫画雑誌『少年マガジンR』でのコミカライズやブレインズ・ベース制作によるアニメ化などのメディアミックスが行われている。

## あらすじ

### 虚構推理 鋼人七瀬
本シリーズの主人公・岩永琴子は、恋人の桜川九郎と怪異絡みのトラブルを解決する日々を送っていた。
ある日、琴子のもとに、怪異から相談が持ち込まれる。それは、真倉坂市という地方都市で「鋼人七瀬」と呼ばれる怪異が暴れているので対処してほしい、というものだった。琴子は真倉坂市に赴き、現地で出会ったかつての九郎の恋人弓原紗季という警官に協力を要請する。
同じころ九郎は、突如消息を絶った従姉の六花を探す途中、真倉坂市に立ち寄り、そこで鋼人七瀬と遭遇する。九郎は鋼人七瀬と戦うが、鋼人七瀬を退治することはできなかった。その現場を目撃した琴子と紗季は九郎と合流し、3人で鋼人七瀬を退治する策を練り始める。
一方、鋼人七瀬は力を増していき、紗季が勤務する警察署の刑事を殺害するに至る。インターネット上には鋼人七瀬のまとめサイトがあり、殺人事件を受けて書き込みが多数寄せられていた。琴子は、六花がこのサイトを管理しており、サイトの閲覧者の想像力を膨らませることで鋼人七瀬を実体化させたのだと気づく。そして、4つの「虚構の推理」をまとめサイトで披露し、「鋼人七瀬は実在しない」と閲覧者に思わせることで鋼人七瀬を消滅に導く。

## 登場人物
声の項はテレビアニメ版における声優。
岩永 琴子（いわなが ことこ）
声 - 鬼頭明里
本シリーズの主人公。作中世界の名家・岩永家の令嬢で、大学生。一人称は「私」。
人間だが、11歳のときに怪異たちの知恵の神になるという契約を交わしており、それ以来、社会の秩序を守るため怪異に関するトラブルの解決に尽力している。怪異が関係している事件・事故を人間社会において受け入れられる表向きの答えの必要性や、また人智を超えた価値観である怪異に真相を詳らかにすることが必ずしも的確ではないことから詭弁や架空のストーリーの構築に長けている。
可愛らしい容姿の美少女だが、小柄で、作中ではしばしば中学生に間違われる。また、怪異たちの知恵の神になることと引き換えに片目と片足を失っており、右目には義眼、左足には義足をはめている。外出時には赤色のステッキをついて歩く。
風貌はお嬢様然としているが、しばしばその風貌にそぐわない言動を見せる。特に下ネタを言うことが多く、この点については複数の作中人物から「品がない」「たちが悪い」と指摘されている。
桜川 九郎（さくらがわ くろう）
声 - 宮野真守、本山かおり（少年）
琴子と同じ大学に通う大学院生。琴子の彼氏。一人称は「僕」。
人間だが、幼いころに祖母（声 - 大南悠）から人魚とくだんの肉を食べさせられた影響で、不死身の身体と「未来を自分の望むものに決定できる能力」を有している。欠損部位は即座に完全に修復する。ただし、未来を決定する能力を使う際はその都度死ぬ必要がある。
好きな女性のタイプは従姉の六花であり、六花と似ている紗季と長期にわたって交際していたが、婚前旅行先で発生したトラブルが遠因となり別れる。その後、琴子から告白され、琴子が高校3年のときに恋人として正式に付き合うようになり、現在に至る。琴子のことをぞんざいに扱うが、彼なりに琴子の身を案じており、特に六花の魔の手が琴子に及ばないよう苦心している。
弓原 紗季（ゆみはら さき）
声 - 福圓美里
真倉坂市の警察署の交通課に勤める女性警官で、階級は巡査。
琴子が通う大学のOGであり、九郎の元彼女。九郎とは結婚も視野に入れていたが、婚前旅行先で発生したトラブルが原因で九郎の体質を知り、恐怖から彼との別れを選ぶ。
真倉坂市で鋼人七瀬と遭遇したところを琴子に救われ、琴子や九郎と協力して鋼人七瀬への対処に当たる。九郎と別れた後も彼のことを引きずっており、琴子とはいがみ合うこともあったが、鋼人七瀬消滅後、九郎のことを吹っ切る。
桜川 六花（さくらがわ りっか）
声 - 佐古真弓、前田玲奈（少女）
九郎の従姉。
人間だが、従弟の九郎と同じく不死身の身体と「未来を自分の望むものに決定できる能力」を有している。琴子も通院していた病院に裏取引による長期の検査入院をしていたが院長の退任により退院させられ、岩永家に居候後、一時失踪していた。「岩永琴子の逆襲と敗北」後に再び岩永家に居候していたが、その後「かくてあらかじめ失われ……」では九郎と同じマンションの違う階に住んでいる。
人間の想像力が怪異を生み出す力を持つことに注目しており、そのことを利用して、自身の身体を普通に戻せる怪異を生み出そうと企んでいる。自身の能力で状況を絶えず操作しており、生活費もそれを利用してギャンブル等で稼いでいる模様。
寺田 徳之助（てらだ とくのすけ）
声 - 浜田賢二
真倉坂警察署の刑事課に勤務する刑事で、階級は巡査部長。紗季に好意を寄せる。
鋼人七瀬の事件を追っている最中に鋼人七瀬に出くわし、七瀬かりんと同じく鉄骨で顔を潰され死亡する。

## 登場用語
鋼人七瀬（こうじんななせ）
『虚構推理 鋼人七瀬』に登場した怪異。
真倉坂市で事故死したアイドル・七瀬かりん（声 - 上坂すみれ）の姿をしているが、顔は黒く塗り潰されている。夜間、真倉坂市に出没し、所持している鉄骨で人間を襲う。
その正体は、かりんのことを知った六花が、まとめサイトを駆使することで生み出した怪物である。作中では殺人を犯すまでに凶暴化するが、琴子の策により消滅させられる。

## 作風
本シリーズは「虚構」をテーマとしており、事件の真実よりも「どうやって人々を納得させるか」に重きが置かれている。城平は、『雨月物語』の「蛇性の婬」を読んで「価値観や理屈がねじれて歪んでいても、なぜか全てがおさまるべき所におさまって世界がうまく成立していると見える、けれど何かおかしい」と感じたといい、そこから本シリーズの着想を得たと述べている。
しかし、シリーズ第1作の『虚構推理 鋼人七瀬』は、「妖怪や幽霊が当たり前に実在し、まごうことなき事件の真相をすっかり明らかにした後で、四種類の『嘘の解決』をあらかじめ嘘とことわった上で並べる」という内容から、果たしてミステリと呼べるのかという議論を巻き起こすことになった。

## 制作背景
本シリーズの第1作は、『虚構推理 鋼人七瀬』（きょこうすいり こうじんななせ）である。この小説は、2011年に講談社ノベルスから刊行された。その後、2015年に講談社が『少年マガジンR』を創刊するにあたり、同誌でコミカライズが掲載されることが発表され、創刊号から連載がスタートした。コミカライズは片瀬茶柴が担当しており、片瀬は本作で漫画家デビューを果たした。
2017年、『虚構推理 鋼人七瀬』のコミカライズが完結する。しかし、その後も「城平が続編小説を執筆し、それを片瀬がコミカライズする」という形で連載が続けられており、加えて、城平が執筆した続編小説も講談社タイガから書籍化されている。『鋼人七瀬』は書き下ろしだったためプロローグを除けば一つのエピソードのみで構成されていたが、続編は月刊漫画誌に連載されているため、長編であっても章ごとに別のエピソードを重ねた連作短編となっている。
なお、『虚構推理 鋼人七瀬』では清原紘がカバーイラストを手掛けているが、講談社タイガから刊行された書籍では片瀬がイラストを担当している。

## 既刊一覧

### 小説
- 城平京（著）・清原紘（カバーイラスト） 『虚構推理 鋼人七瀬』 講談社〈講談社ノベルス〉、2011年5月9日第1刷発行（2011年5月11日発売[講B 1]）、ISBN 978-4-06-182768-4
- 城平京（著） 『虚構推理』[注 6] 講談社〈講談社文庫〉、2015年12月15日第1刷発行（同日発売[講B 2]）、ISBN 978-4-06-293240-0
- 城平京（著）・片瀬茶柴（イラスト） 『虚構推理』 講談社〈講談社タイガ〉、既刊6冊（2023年2月15日現在）
  1. 『虚構推理』[注 6]、2019年1月21日第1刷発行（2019年1月23日発売[講B 3]）、ISBN 978-4-06-514530-2
  2. 『虚構推理短編集 岩永琴子の出現』、2018年12月20日第1刷発行（同日発売[講B 4]）、ISBN 978-4-06-513928-8
  3. 『虚構推理 スリーピング・マーダー』、2019年6月19日第1刷発行（2019年6月21日発売[講B 5]）、ISBN 978-4-06-516157-9
  4. 『虚構推理短編集 岩永琴子の純真』、2021年10月15日第1刷発行（同日発売[講B 6]）、ISBN 978-4-06-524597-2
  5. 『虚構推理 逆襲と敗北の日』、2021年12月15日第1刷発行（同日発売[講B 7]）、ISBN 978-4-06-526400-3
  6. 『虚構推理短編集 岩永琴子の密室』、2023年2月15日第1刷発行（同日発売[講B 8]）、ISBN 978-4-06-530871-4

## 漫画
2015年から、『虚構推理』 (Invented inference) のタイトルで『少年マガジンR』で片瀬茶柴によるコミカライズが連載されている。物語の流れは原作と基本的には同じだが、アレンジも加えられている。特に、漫画版では読者が琴子を好いてくれるよう、彼女の魅力を可能な限り引き上げるようなキャラクターメイキングが行われている。
2018年、第42回講談社漫画賞にノミネートされる。
2020年1月号掲載の第30話「雪女のジレンマ (1)」より『少年マガジンR』が電子雑誌移行したことに伴い、講談社のマンガアプリ「マガポケ」と『月刊少年マガジン』を加えた3媒体での同時連載（内容は同一）が開始となった。2023年、『少年マガジンR』が休刊となり、以後『月刊少年マガジン』で連載していくと発表されている。
2024年1月6日発売の『月刊少年マガジン』2月号掲載の第74話「飛島家の殺人5」をもって、小説『虚構推理短編集 岩永琴子の密室』までのコミカライズが完了、小説に追い付く。オリジナルエピソードを挟んだのち、3月6日発売の『月刊少年マガジン』4月号掲載の第76話「廃墟に出会う」にて小説を追い越した。
第8巻から第10巻、第15巻では通常版に加えて特装版・限定版がリリースされている。第8巻・第15巻の特装版にはカラー画集、第9巻の限定版には2019年のカレンダー、第10巻の限定版には「YES NO枕」がそれぞれ同梱されている。
- 城平京（原作）・片瀬茶柴（漫画） 『虚構推理』 講談社〈講談社コミックス〉、既刊23巻（2025年5月16日現在）
  1. 2015年10月16日第1刷発行（同日発売[講C 1]）、ISBN 978-4-06-371491-3
  2. 2015年11月17日第1刷発行（同日発売[講C 2]）、ISBN 978-4-06-371496-8
  3. 2016年4月15日第1刷発行（同日発売[講C 3]）、ISBN 978-4-06-392518-0
  4. 2016年8月17日第1刷発行（同日発売[講C 4]）、ISBN 978-4-06-392537-1
  5. 2016年12月16日第1刷発行（同日発売[講C 5]）、ISBN 978-4-06-392559-3
  6. 2017年6月16日第1刷発行（同日発売[講C 6]）、ISBN 978-4-06-392590-6
  7. 2017年12月15日第1刷発行（同日発売[講C 7]）、ISBN 978-4-06-510597-9
  8. 2018年4月17日第1刷発行（同日発売[講C 8]）、ISBN 978-4-06-511186-4 / ISBN 978-4-06-511493-3（特装版）
  9. 2018年10月17日第1刷発行（同日発売[講C 9]）、ISBN 978-4-06-513317-0 / ISBN 978-4-06-513319-4（限定版）
  10. 2019年4月17日第1刷発行（同日発売[講C 10][講C 11]）、ISBN 978-4-06-515177-8 / ISBN 978-4-06-514130-4（限定版）
  11. 2019年10月17日第1刷発行（同日発売[講C 12]）、ISBN 978-4-06-517244-5
  12. 2020年3月17日第1刷発行（同日発売[講C 13]）、ISBN 978-4-06-518653-4
  13. 2020年8月17日第1刷発行（同日発売[講C 14]）、ISBN 978-4-06-520091-9
  14. 2020年12月17日第1刷発行（同日発売[講C 15]）、ISBN 978-4-06-521789-4
  15. 2021年5月17日第1刷発行（同日発売[講C 16][講C 17]）、ISBN 978-4-06-523055-8 / ISBN 978-4-06-522623-0（特装版）
  16. 2021年12月16日第1刷発行（同日発売[講C 18]）、ISBN 978-4-06-525037-2
  17. 2022年5月17日第1刷発行（同日発売[講C 19]）、ISBN 978-4-06-527556-6
  18. 2022年11月16日第1刷発行（同日発売[講C 20]）、ISBN 978-4-06-529466-6
  19. 2023年5月17日第1刷発行（同日発売[講C 21]）、ISBN 978-4-06-531387-9
  20. 2023年11月16日第1刷発行（同日発売[講C 22][講C 23]）、ISBN 978-4-06-533999-2 / ISBN 978-4-06-533999-2（特装版）
  21. 2024年5月16日第1刷発行（同日発売[講C 24]）、ISBN 978-4-06-535554-1
  22. 2024年10月17日第1刷発行（同日発売[講C 25]）、ISBN 978-4-06-536817-6
  23. 2025年5月16日発売[講C 26]、ISBN 978-4-06-539264-5

## テレビアニメ
2019年1月に漫画版のテレビアニメ化が発表された。第1期『虚構推理』 (In/Spectre) は、2020年1月から3月まで、テレビ朝日ほかにて放送された。原作の長編『虚構推理 鋼人七瀬』をメインに、プロローグ（琴子と九郎の出会い）と本編の間に短編集より「ヌシの大蛇は聞いていた」を挿入した構成となっている。
第2期『虚構推理 Season2』は、2020年11月に製作が発表され、2023年1月から3月まで、TOKYO MXほかにて放送された。当初は2022年10月より放送予定であったが、放送を延期することが同年5月2日に発表された。第1話は原作者書き下ろしシナリオを原案としたアニメオリジナル。第2話から第4話は「雪女のジレンマ」（『虚構推理短編集 岩永琴子の純真』に収録）、第5話は「六花ふたたび」、第8話から第11話は「スリーピング・マーダー」（いずれも『虚構推理 スリーピング・マーダー』に収録）、第6話・第7話は「電撃のピノッキオ、あるいは星に願いを」、第12話は「うなぎ屋の幸運日」（いずれも『虚構推理短編集 岩永琴子の出現』に収録）が原作となっている。

### スタッフ
|                                  | 第1期                                                     | 第2期                                                     |
| -------------------------------- | --------------------------------------------------------- | --------------------------------------------------------- |
| 原作                             | 城平京                                                    | 城平京                                                    |
| 漫画                             | 片瀬茶柴                                                  | 片瀬茶柴                                                  |
| 監督                             | 後藤圭二                                                  | 後藤圭二                                                  |
| シリーズ構成                     | 高木登                                                    | 高木登                                                    |
| キャラクターデザイン・総作画監督 | 本多孝敏                                                  | 松本健太郎                                                |
| デザインワークス                 | 梶野靖弘                                                  | 梶野靖弘                                                  |
| 美術監督                         | 諸熊倫子                                                  | 諸熊倫子                                                  |
| 美術設定                         | 藤瀬智康                                                  | 藤瀬智康                                                  |
| 色彩設計                         | 大塚奈津子                                                | 大塚奈津子                                                |
| 撮影監督                         | 織田頼信                                                  | 関谷颯人                                                  |
| 3DCG監督                         | 瀬田頼信                                                  | 瀬田頼信                                                  |
| 編集                             | 池田康隆                                                  | 池田康隆                                                  |
| 音響監督                         | 山田陽                                                    | 山田陽                                                    |
| 音楽                             | 眞鍋昭大                                                  | 眞鍋昭大                                                  |
| 音楽制作                         | キングレコード                                            | キングレコード                                            |
| プロデューサー                   | 石黒達也、黒須信彦、鈴木廉太、 日高功、山岡勇輝、小澤文啓 | 石黒達也、黒須信彦、鈴木廉太、 日高功、山岡勇輝、小澤文啓 |
| プロデューサー                   | 内海五月、相島豪太、 田口由香子                           | 丸山創、鵜飼恵輔                                          |
| アニメーションプロデューサー     | 高田伸治                                                  | 小沢十光、立石知之                                        |
| アニメーション制作               | ブレインズ・ベース                                        | ブレインズ・ベース                                        |
| 制作                             | NAS                                                       | NAS                                                       |
| 製作                             | 虚構推理製作委員会                                        | 虚構推理2製作委員会                                       |

### 主題歌
第1期
「モノノケ・イン・ザ・フィクション」
嘘とカメレオンによる第1期のオープニングテーマ。作詞はチャム(.△)、作曲・編曲は渡辺壮亮。
「LAST DANCE」
宮野真守による第1期のエンディングテーマ。作詞は由潮、作曲・編曲はJin Nakamura。
「火炎放射器とわたし」
七瀬かりん（上坂すみれ）による第4話の劇中歌。作詞は桑原永江と漫画版作者の片瀬茶紫、作曲・編曲は渡部チェル。
生前の七瀬かりんがレギュラー出演した深夜連続ドラマ『青春！火吹き娘！』の主題歌という設定であり、漫画版『虚構推理』に分散して出てくる歌詞を基に制作された。
第2期
「ヨトギバナシ」
カノエラナによる第2期のオープニングテーマ。作詞・作曲はカノエラナ、編曲はエンドウ.。
「Invincible Love」
宮野真守による第2期のエンディングテーマ。作詞はAmon Hayashi、作曲は$ÜN (SUN)、Le`mon、NAOtheLAIZA、編曲はNAOtheLAIZA。

### 評価
第5回クランチロール・アニメアワードでは岩永琴子&桜川九郎がBest Couple（ベストカップル賞）にノミネートされた。

### 各話リスト
| 話数   | サブタイトル               | 脚本            | 絵コンテ | 演出       | 作画監督                                                                               | 初放送日       |       |       |       |       |       |       |       |       |       |       |       |       |       |       |       |       |       |       |
| 第1期  | 第1期                      | 第1期           | 第1期    | 第1期      | 第1期                                                                                  | 第1期          | 第1期 | 第1期 | 第1期 | 第1期 | 第1期 | 第1期 | 第1期 | 第1期 | 第1期 | 第1期 | 第1期 | 第1期 | 第1期 | 第1期 | 第1期 | 第1期 | 第1期 | 第1期 |
| ------ | -------------------------- | --------------- | -------- | ---------- | -------------------------------------------------------------------------------------- | -------------- | ----- | ----- | ----- | ----- | ----- | ----- | ----- | ----- | ----- | ----- | ----- | ----- | ----- | ----- | ----- | ----- | ----- | ----- |
| 第1話  | 一眼一足                   | 高木登          | 後藤圭二 | 後藤圭二   | 本多孝敏                                                                               | 2020年 1月12日 |       |       |       |       |       |       |       |       |       |       |       |       |       |       |       |       |       |       |
| 第2話  | ヌシの大蛇は聞いていた     | 吉永亜矢        | 後藤圭二 | 後藤圭二   | 山川拓己 本多孝敏                                                                      | 1月19日        |       |       |       |       |       |       |       |       |       |       |       |       |       |       |       |       |       |       |
| 第3話  | 鋼人の噂                   | 吉永亜矢 高木登 | 森下柊聖 | 菅原静貴   | 松本健太郎 本多孝敏                                                                    | 1月26日        |       |       |       |       |       |       |       |       |       |       |       |       |       |       |       |       |       |       |
| 第4話  | アイドルは鉄骨に死す       | 高木登          | 後藤圭二 | 山内東生雄 | 山川拓己                                                                               | 2月2日         |       |       |       |       |       |       |       |       |       |       |       |       |       |       |       |       |       |       |
| 第5話  | 想像力の怪物               | 吉永亜矢        | 小川治人 | 吉田りさこ | 松本健太郎 若月愛子                                                                    | 2月9日         |       |       |       |       |       |       |       |       |       |       |       |       |       |       |       |       |       |       |
| 第6話  | 合理的な虚構               | 柳井祥緒        | 小川治人 | 菅原静貴   | 山川拓己                                                                               | 2月16日        |       |       |       |       |       |       |       |       |       |       |       |       |       |       |       |       |       |       |
| 第7話  | 鋼人攻略戦準備             | 高木登          | 後藤圭二 | 山内東生雄 | 松本健太郎 若月愛子                                                                    | 2月23日        |       |       |       |       |       |       |       |       |       |       |       |       |       |       |       |       |       |       |
| 第8話  | 虚構を紡ぐ者               | 吉永亜矢        | 森下柊聖 | 菅原静貴   | 相坂ナオキ 鈴木信一                                                                    | 3月1日         |       |       |       |       |       |       |       |       |       |       |       |       |       |       |       |       |       |       |
| 第9話  | 鋼人七瀬攻略議会           | 柳井祥緒        | 蒲原遥   | 山内東生雄 | 山川拓己 若月愛子 齊藤美旺                                                             | 3月8日         |       |       |       |       |       |       |       |       |       |       |       |       |       |       |       |       |       |       |
| 第10話 | 虚構争奪                   | 高木登          | 小川治人 | 菅原静貴   | 松本健太郎 相坂ナオキ 鈴木信一                                                         | 3月15日        |       |       |       |       |       |       |       |       |       |       |       |       |       |       |       |       |       |       |
| 第11話 | 最後の虚構                 | 高木登          | 後藤圭二 | 小川治人   | 渋谷一彦 山川拓己 齊藤美旺                                                             | 3月22日        |       |       |       |       |       |       |       |       |       |       |       |       |       |       |       |       |       |       |
| 第12話 | 秩序を守る者               | 高木登          | 後藤圭二 | 後藤圭二   | 松本健太郎 山川拓己 渋谷一彦 齊藤美旺 若月愛子 本多孝敏                                | 3月29日        |       |       |       |       |       |       |       |       |       |       |       |       |       |       |       |       |       |       |
| 第2期  |                            |                 |          |            |                                                                                        |                |       |       |       |       |       |       |       |       |       |       |       |       |       |       |       |       |       |       |
| 第13話 | その神の名は               | 高木登          | 後藤圭二 | 後藤圭二   | 松本健太郎                                                                             | 2023年 1月9日  |       |       |       |       |       |       |       |       |       |       |       |       |       |       |       |       |       |       |
| 第14話 | 雪女のジレンマ             | 高木登          | 後藤圭二 | 小川治人   | 大沢美奈                                                                               | 1月16日        |       |       |       |       |       |       |       |       |       |       |       |       |       |       |       |       |       |       |
| 第15話 | 雪女のアリバイ             | 高木登          | 佐原亜湖 | 蒲原遥     | 渋谷一彦                                                                               | 1月23日        |       |       |       |       |       |       |       |       |       |       |       |       |       |       |       |       |       |       |
| 第16話 | 雪女の純真                 | 高木登          | 森下柊聖 | 小川治人   | 松本健太郎 鈴木信一                                                                    | 1月30日        |       |       |       |       |       |       |       |       |       |       |       |       |       |       |       |       |       |       |
| 第17話 | 六花ふたたび               | 高木登          | 後藤圭二 | 蒲原遥     | 戸部敦夫                                                                               | 2月6日         |       |       |       |       |       |       |       |       |       |       |       |       |       |       |       |       |       |       |
| 第18話 | 電撃のピノッキオ           | 吉永亜矢        | 後藤圭二 | 小川治人   | 松本健太郎 鈴木信一 しんぼたくろう 石井祐美子 ワンオーダー                             | 2月13日        |       |       |       |       |       |       |       |       |       |       |       |       |       |       |       |       |       |       |
| 第19話 | あるいは星に願いを         | 吉永亜矢        | 後藤圭二 | 蒲原遥     | 松本健太郎 しんぼたくろう 石井祐美子 リバイバル                                        | 2月20日        |       |       |       |       |       |       |       |       |       |       |       |       |       |       |       |       |       |       |
| 第20話 | そして支配者はいなくなった | 柳井祥緒        | 森下柊聖 | 小川治人   | 松本健太郎 石井祐美子                                                                  | 2月27日        |       |       |       |       |       |       |       |       |       |       |       |       |       |       |       |       |       |       |
| 第21話 | もの言えぬ子ども達         | 柳井祥緒        | 佐原亜湖 | 江北彼方   | 大津りか 工藤公聖 工藤葉瑠香 石田誠也 松本健太郎 森貞薫平 松浦有馬 石井祐美子 西川真人 | 3月6日         |       |       |       |       |       |       |       |       |       |       |       |       |       |       |       |       |       |       |
| 第22話 | 招かれざる判定役           | 柳井祥緒        | 小川治人 | 小川治人   | 鈴木信一 石井祐美子 しんぼたくろう 松本健太郎                                          | 3月13日        |       |       |       |       |       |       |       |       |       |       |       |       |       |       |       |       |       |       |
| 第23話 | スリーピング・マーダー     | 柳井祥緒        | 北江彼方 | 北江彼方   | 鈴木信一 石井祐美子 松本健太郎                                                         | 3月20日        |       |       |       |       |       |       |       |       |       |       |       |       |       |       |       |       |       |       |
| 第24話 | うなぎ屋の幸運日           | 高木登          | 後藤圭二 | 後藤圭二   | 鈴木信一 石井祐美子 松本健太郎                                                         | 3月27日        |       |       |       |       |       |       |       |       |       |       |       |       |       |       |       |       |       |       |

### 放送局
| 放送期間                | 放送時間                     | 放送局      | 対象地域   | 備考                                       |
| ----------------------- | ---------------------------- | ----------- | ---------- | ------------------------------------------ |
| 2020年1月12日 - 3月29日 | 日曜 1:30 - 2:00（土曜深夜） | テレビ朝日  | 関東広域圏 |                                            |
|                         | 日曜 2:38 - 3:08（土曜深夜） | 毎日放送    | 近畿広域圏 | 『アニメシャワー』第2部                    |
| 2020年1月13日 - 3月30日 | 月曜 23:30 - 火曜 0:00       | AT-X        | 日本全域   | CS放送 / リピート放送あり                  |
| 2020年1月15日 - 4月1日  | 水曜 0:00 - 0:30（火曜深夜） | BS日テレ    | 日本全域   | 製作参加 / BS放送 / 『アニメにむちゅ〜』枠 |
|                         | 水曜 23:30 - 木曜 0:00       | J:COMテレビ | 日本国内   | CATV / 『アニおび』枠                      |

| 配信開始日    | 配信時間                     | 配信サイト                                                                                                  |
| ------------- | ---------------------------- | --- |
| 2020年1月12日 | 日曜 1:30（土曜深夜） 更新   | dアニメストア GYAO! ビデオマーケット GYAO!ストア                                                            |
| 2020年1月15日 | 水曜 2:00（火曜深夜） 更新   | dTV バンダイチャンネル Hulu FODプレミアム あにてれ Amazon Prime Video TVer MBS動画イズム ニコニコチャンネル |
|               | 水曜 3:00 - 3:30（火曜深夜） | AbemaTV |
|               | 水曜 12:00 更新              | U-NEXT アニメ放題 J:COMオンデマンド ビデオパス                                                              |
|               | 水曜 23:30 - 木曜 0:00       | ニコニコ生放送                                                                                              |

| 放送期間                | 放送時間                     | 放送局       | 対象地域 | 備考                                       |
| ----------------------- | ---------------------------- | ------------ | -------- | ------------------------------------------ |
| 2023年1月9日 - 3月27日  | 月曜 1:05 - 1:35（日曜深夜） | TOKYO MX     | 東京都   |                                            |
| 2023年1月10日 - 3月28日 | 火曜 0:00 - 0:30（月曜深夜） | BS日テレ     | 日本全域 | 製作参加 / BS放送 / 『アニメにむちゅ〜』枠 |
| 2023年1月14日 - 4月1日  | 土曜 23:30 - 日曜 0:00       | アニマックス | 日本全域 | BS/CS放送                                  |

| 配信開始日    | 配信時間                   | 配信サイト |
| ------------- | -------------------------- | --- |
| 2023年1月9日  | 月曜 0:00（日曜深夜） 更新 | dアニメストア |
| 2023年1月12日 | 木曜 0:00（水曜深夜） 更新 | DMM TV dTV アニメタイムズ |
| 2023年1月14日 | 土曜 12:00以降順次更新     | Netflix Amazon Prime Video U-NEXT アニメ放題 バンダイチャンネル Hulu TELASA J:COMオンデマンドメガパック milplus auスマートパスプレミアム FOD ABEMA ニコニコチャンネル ニコニコ生放送 ビデオマーケット GYAO!ストア music.jp J:COMオンデマンド Google Play Rakuten TV HAPPY!動画 ひかりTV アニマックスオンデマンド |

### BD / DVD
| 巻 | 発売日        | 収録話          | 規格品番     | 規格品番   |
| 巻 | 発売日        | 収録話          | BD           | DVD        |
| -- | ------------- | --------------- | ------------ | ---------- |
| 1  | 2020年3月25日 | 第1話 - 第3話   | KIZX-399/400 | KIZB-292/3 |
| 2  | 2020年4月22日 | 第4話 - 第6話   | KIZX-401/2   | KIZB-294/5 |
| 3  | 2020年5月27日 | 第7話 - 第9話   | KIZX-403/4   | KIZB-296/7 |
| 4  | 2020年6月24日 | 第10話 - 第12話 | KIZX-405/6   | KIZB-298/9 |

| 巻 | 発売日        | 収録話          | 規格品番   |
| 巻 | 発売日        | 収録話          | BD         |
| -- | ------------- | --------------- | ---------- |
| 1  | 2023年3月22日 | 第1話 - 第3話   | KIZX-578/9 |
| 2  | 2023年4月26日 | 第4話 - 第6話   | KIZX-580/1 |
| 3  | 2023年5月24日 | 第7話 - 第9話   | KIZX-582/3 |
| 4  | 2023年6月21日 | 第10話 - 第12話 | KIZX-584/5 |

- 第1期Vol.1には封入特典として原作者書き下ろしドラマCD「岩永琴子は悔い改めない」が付属[56]。
- Season2のブルーレイVol.3までは封入特典としてドラマCDが付属（Vol.4はサウンドトラックCDが付属）。Vol.1は原作者書き下ろし「だから犬は登場しません」（「雪女のジレンマ」の続編）、Vol.2・Vol.3は『虚構推理 スリーピング・マーダー』より「岩永琴子は高校生だった」を収録[57]。

### Webラジオ
岩永琴子役の鬼頭明里によるWebラジオ『「虚構推理」 虚構ラヂオ』が、2021年4月2日より超！A&G+にて毎月第1金曜17時に配信。更新の翌日には「虚構推理」公式YouTubeチャンネルでアーカイブ配信する。
| テレビ朝日 日曜 1:30 - 2:00（土曜深夜）                 | テレビ朝日 日曜 1:30 - 2:00（土曜深夜）                       | テレビ朝日 日曜 1:30 - 2:00（土曜深夜）                                         |
| 前番組                                                  | 番組名                                                        | 次番組                                                                          |
| ------------------------------------------------------- | ------------------------------------------------------------- | ------------------------------------------------------------------------------- |
| ユーリ!!! on ICE（再放送） （2019年10月6日 - 12月22日） | 虚構推理（第1期） （2020年1月12日 - 3月29日） - ※BS日テレ製作 | イエスタデイをうたって （2020年4月5日 - 6月21日） - ※ここから『NUMAnimation』枠 |